# Docteur Mabuse
 (juillet 2025).
 (juillet 2025).
Si vous disposez d'ouvrages ou d'articles de référence ou si vous connaissez des sites web de qualité traitant du thème abordé ici, merci de compléter l'article en donnant les références utiles à sa vérifiabilité et en les liant à la section « Notes et références ».
Ne doit pas être confondu avec Docteur Maboul.
Pour les articles homonymes, voir Mabuse (homonymie).
Le docteur Mabuse est un personnage littéraire créé par l'écrivain luxembourgeois d'expression allemande Norbert Jacques (1880-1954). 
Psychologue, hypnotiseur, criminel se dissimulant sous de multiples masques et personnalités, il est un avatar des personnages de « génie du mal » présents dans la littérature populaire de l'époque, comme le docteur Fu Manchu créé par le Britannique Sax Rohmer, ou Fantômas créé par les Français Pierre Souvestre et Marcel Allain. Il faut probablement voir dans le succès du personnage le reflet d'une mode littéraire mais aussi l'expression d'une critique contre un monde en mutation.
Mais ce sont surtout les trois adaptations cinématographiques faites par Fritz Lang qui rendirent le personnage célèbre, et le fixèrent dans l'imaginaire collectif, d'abord allemand puis international, au point qu'il est apparu dans une dizaine de films jusque dans les années 1970. Par leurs thèmes et par leur esthétique, laquelle relève de l'expressionnisme, les films de Fritz Lang – aidé par son épouse et scénariste Thea von Harbou pour Docteur Mabuse le joueur (1922) –, se rapprochent du Cabinet du docteur Caligari de Robert Wiene (1920).

## Personnage
Le personnage joue d'abord sur sa capacité à changer d'apparences et sa maîtrise de l'hypnose télépathique, qui lui donne une emprise totale sur ses victimes (comme le docteur Caligari). Tel Fu Manchu, Mabuse ne commet que très peu de crimes de sa propre main, s'appuyant sur un réseau d'agents à sa solde, mais élaborant lui-même les plans machiavéliques qu'il leur fait exécuter. Ces agents vont de criminels mercenaires jusqu'à des personnes objet de chantage, ou contraintes par l'hypnose.
Mais le personnage de Mabuse dépasse le cliché du méchant aux multiples visages : que le « docteur Mabuse » se retrouve physiquement en prison, dans un asile ou même enterré, il se trouve toujours quelqu'un pour ré-endosser son rôle social, son nom mais également ses pouvoirs et son génie du mal. On pourrait même finalement en déduire que Mabuse ne serait que l'expression d'un esprit du mal nécessaire à la société.
Une autre spécificité de Mabuse dans la galerie des méchants est sa tendance à une certaine auto-destruction. Certains analystes suggèrent du reste que, bien que Norbert Jacques ait invoqué le pseudonyme d'un peintre comme nom choisi pour son héros (le nom apparaît dans la nouvelle de Balzac Le chef-d'œuvre inconnu de 1831), il faut y voir une allusion au français : (je) m'abuse (moi-même). Plusieurs des complots de Mabuse échouent du fait de son propre parasitage. De plus, contrairement à Fu Manchu, son but n'est pas de conquérir le monde et de le soumettre, mais bien de le détruire, et ne régner que sur ses ruines. Il est de ce fait plus perçu en Allemagne comme un archétype du domaine de l'horreur (à rapprocher de Dracula ou Frankenstein) que comme celui du héros criminel.

## Dans la littérature et au cinéma

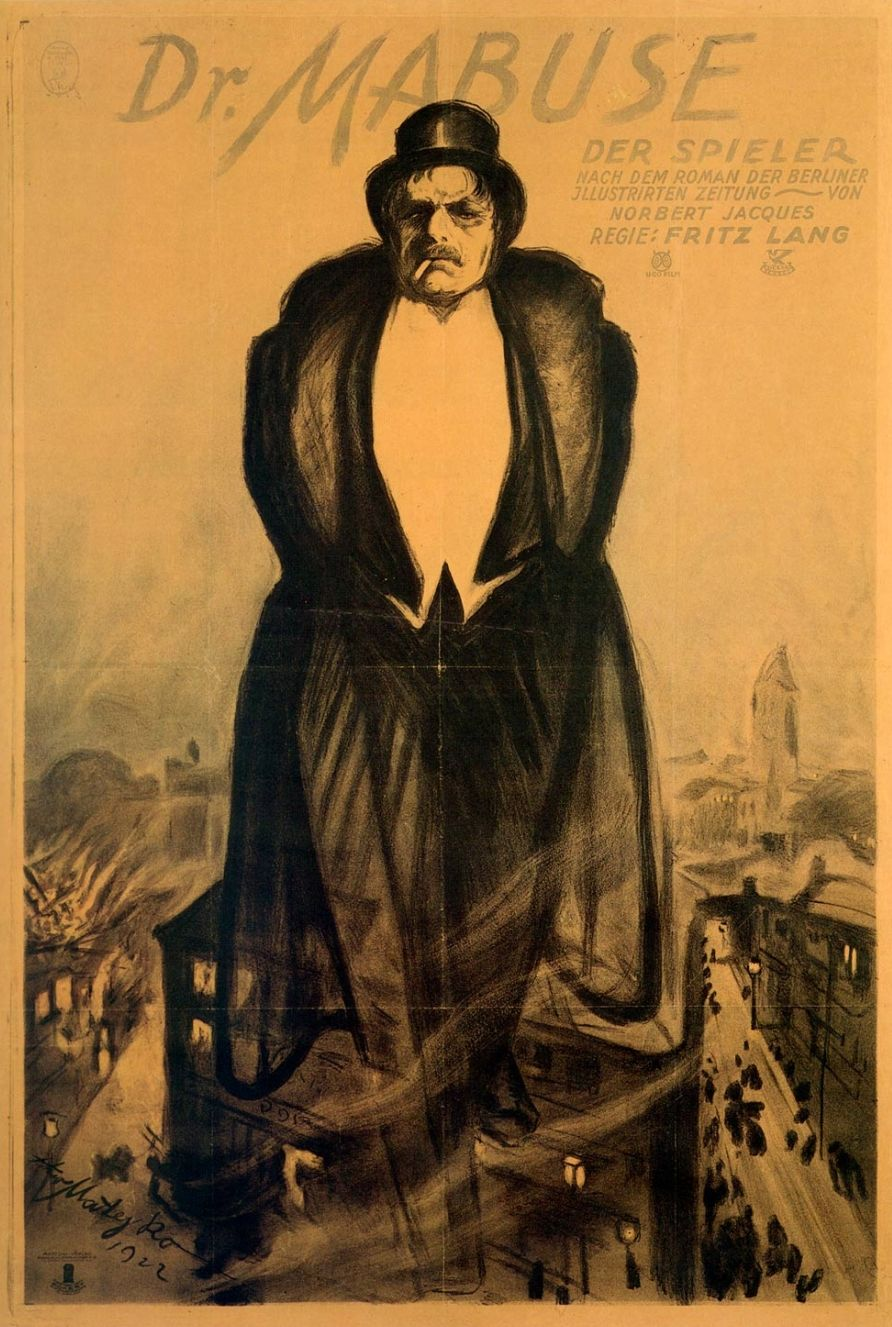
Affiche du film de Fritz Lang, Docteur Mabuse le joueur (1922).

Le docteur Mabuse apparaît en 1921 dans un roman de Norbert Jacques : Dr. Mabuse, der Spieler (littéralement : Docteur Mabuse le joueur). Le roman bénéficie en Allemagne d'une campagne publicitaire exceptionnelle et remporte dès sa parution un vif succès. Fritz Lang, réalisateur déjà reconnu, s'attaque alors à l'adaptation cinématographique avec son épouse Thea von Harbou. Le film Docteur Mabuse sort en avril 1922, en deux parties : Docteur Mabuse le joueur et Docteur Mabuse Inferno et est également un succès. Mabuse y est incarné par Rudolf Klein-Rogge.

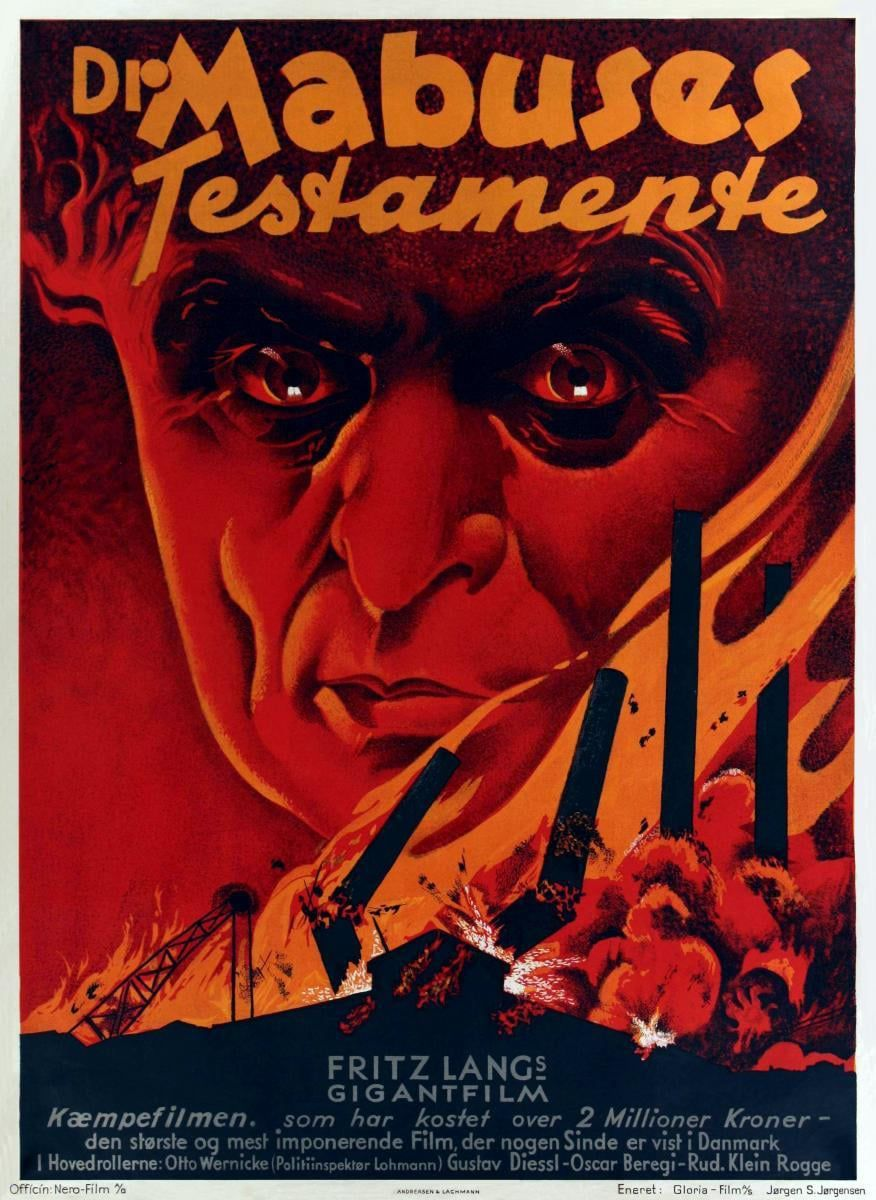
Affiche du film de Fritz Lang, Le Testament du docteur Mabuse (1933).

Il faut attendre néanmoins une décennie pour que le héros revive à l'écran : Jacques avait déjà envisagé une suite à son roman : la Colonie de Mabuse (après la mort de Mabuse, certains de ses disciples fondent une colonie selon ses principes sur une île écartée), mais qu'il n'achève pas. Recontacté par Lang et von Harbou, il accepte de laisser définitivement de côté son projet initial et de faire un nouveau roman sur la base du scénario envisagé : Le Testament du docteur Mabuse qui sort en 1933.
Fritz Lang s'exile aux États-Unis, et ne revient en Allemagne qu'à la fin des années 1950. Après son diptyque Le Tigre du Bengale / Le Tombeau hindou, il reprend le personnage du Docteur Mabuse dans Le Diabolique docteur Mabuse (Die tausend Augen des Dr. Mabuse) en 1960. Dans ce film qui peut également se lire comme une critique de la société allemande en pleine reconstruction, le « nouveau » Mabuse, interprété par Wolfgang Preiss, se révèle être le fils du premier docteur. 
Le succès de ce film engendre une série de suites, dans lesquelles Wolfgang Preiss reprend son rôle à trois reprises. Fritz Lang n'ayant pas souhaité en assurer la réalisation, ces films sont signés par des metteurs en scène moins prestigieux, comme Harald Reinl ou Paul May. Cette série des Docteur Mabuse, qui relève pour l'essentiel de la série B, dure jusqu'au milieu des années 1960.
En 1990, Claude Chabrol réalise Docteur M, qui se veut un hommage aux films de Fritz Lang, et plus largement à l'expressionnisme allemand. En 2013, le réalisateur Ansel Faraj signe Docteur Mabuse, un autre hommage aux films de Lang, distribué sur Internet. 
Par ailleurs, Mabuse figure parmi les nombreux personnages littéraires mentionnés dans La Ligue des gentlemen extraordinaires : Le Dossier Noir, bande dessinée d'Alan Moore et Kevin O'Neill. Le docteur criminel apparaît également en tant qu'antagoniste principal dans la bande dessinée française La Brigade chimérique.

## Filmographie
- 1922 : Docteur Mabuse le joueur (Doktor Mabuse, der Spieler) de Fritz Lang
- 1933 : Le Testament du docteur Mabuse (Das Testament des Docktor Mabuse) de Fritz Lang (version francophone de Fritz Lang et René Sti)
- 1960 : Le Diabolique Docteur Mabuse (Die tausend Augen des Dr. Mabuse) de Fritz Lang
- 1961 : Le Retour du docteur Mabuse (Im Stahlnetz des Dr. Mabuse) de Harald Reinl
- 1962 : L'Invisible docteur Mabuse (Die Unsichtbaren Krallen des Dr. Mabuse) de Harald Reinl
- 1962 : Le Testament du docteur Mabuse (ou Échec à la brigade criminelle, Das Testament des Docktor Mabuse) de Werner Klingler (remake du Fritz Lang de 1933 avec Gert Fröbe qui reprend son rôle de commissaire du film de 1960)
- 1964 : Mabuse attaque Scotland Yard (Scotland Yard jagt Dr. Mabuse) de Paul May
- 1964 : Docteur Mabuse et le Rayon de la mort (Die Todesstrahlen des Dr. Mabuse) d'Hugo Fregonese
- 1972 : La Vengeance du docteur Mabuse (La venganza del doctor Mabuse) de Jesús Franco
- 1990 : Docteur M de Claude Chabrol
- 2013 : Docteur Mabuse de Ansel Faraj

## Voi aussi